# Mon album Schubert
 (octobre 2012).
Si vous disposez d'ouvrages ou d'articles de référence ou si vous connaissez des sites web de qualité traitant du thème abordé ici, merci de compléter l'article en donnant les références utiles à sa vérifiabilité et en les liant à la section « Notes et références ».
Mon album Schubert est un livre de Dominique Pagnier publié aux éditions Gallimard (collection l’Un et l’autre) en 2006. Il a obtenu le prix Pelléas en 2007.
Constitué de trente-six courts chapitres, cet ouvrage s’attache à brosser un portrait de Schubert autant qu’à présenter son entourage ainsi que la ville de Vienne. Le prétexte en est un vieux recueil des grands cycles de lieder (Schubert-Album) que le narrateur retrouve par hasard ; à ce livre est lié le souvenir d’une jeune femme morte tragiquement. Le personnage du compositeur, mis en scène à différents moments de son existence, fait l’objet de certains chapitres alors que les autres montrent comment son inspiration s’articule avec le paysage viennois, la vie culturelle autrichienne et notamment, sujet peu évoqué à son propos, le monde du théâtre et de l’opéra,.
« La vie de Schubert a inspiré les écrivains, mais aucun n'a pénétré avec une telle familiarité le mystère d'un univers où le rêve et le voyage se confondent. » a écrit Jean Roy, dans Le Monde de la musique de mars 2007.